# 錬鉄

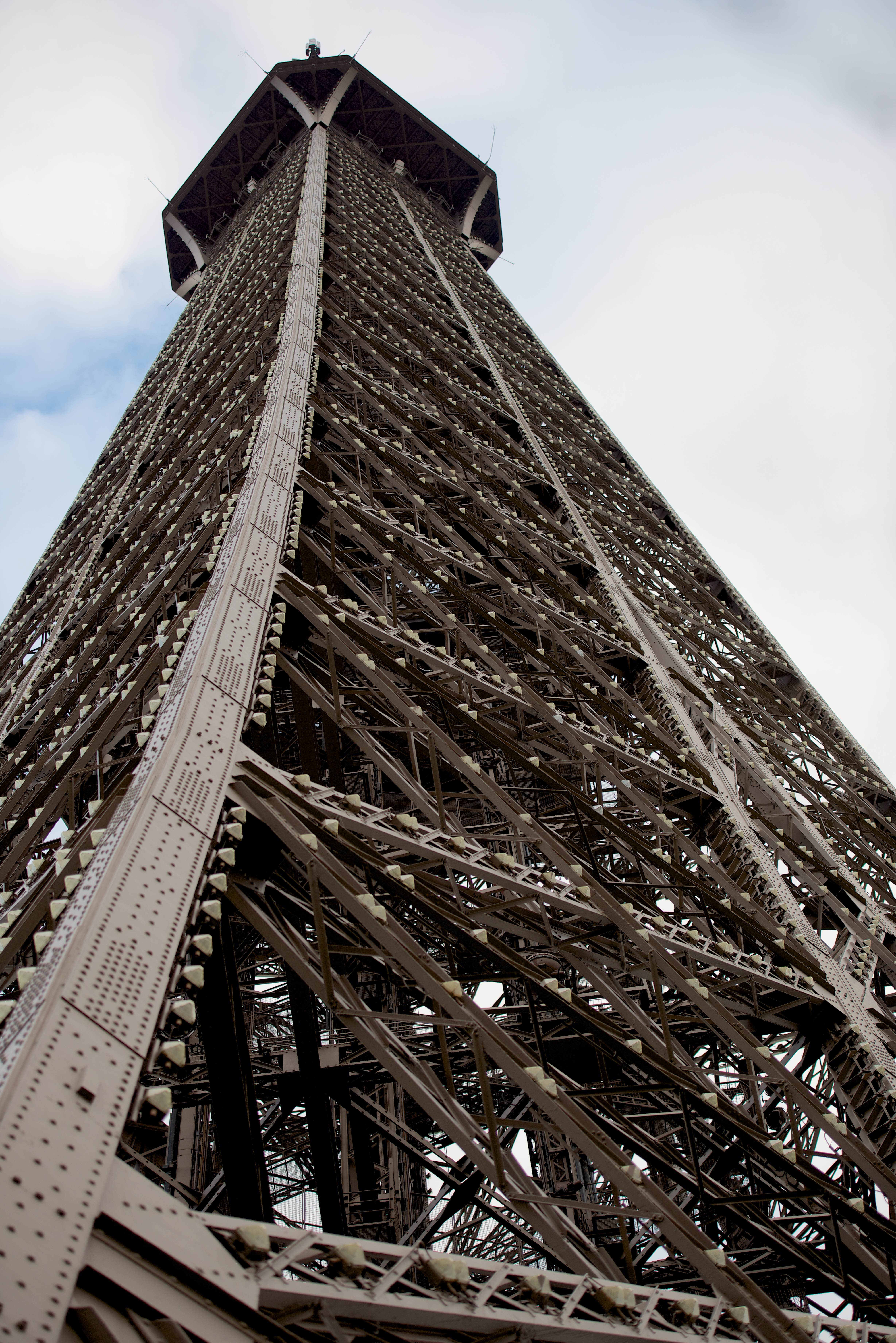
錬鉄の代表的構造物、エッフェル塔

錬鉄（れんてつ）とは、鋼鉄の大量生産の手法が発明される以前に、古典的な製鉄方法であるパドル法で最終生産物とされていた、鋼鉄よりも炭素の含有量が少ない鉄のことである。
ある程度の量産ができ、炭素の含有量が多い鋳鉄に比べて強靭だったので、19世紀を中心に鉄道レールや建造物の構造材料として利用された。転炉による鋼鉄の大量生産の手法が発明されると、製鉄における最終生産物の座を譲った。

## 概要
鉄の性質は、含まれる炭素の量で大きく変化する。鉄鉱石を炉で溶かして得た銑鉄は炭素の含有量が4％から5％あり、これを鋳型に流したものがいわゆる鋳鉄である。鋳鉄は脆くて壊れやすいため、ここから炭素を除去して減らせば、鉄は強靭になり「はがね」ができる。
昔はこの炭素を除く方法は、鍛冶屋が金床に鉄材を乗せて鎚で叩く以外の方法が知られていなかったため、形やサイズが限られて「はがね」で大きなものを作ることはできなかった。また、鋳鉄は自由な造形ができて大きなものを作れたが脆いために、塔や橋などの構造物や軍艦の装甲板などを鋳物で作ることはできなかった。そこで古くから「溶かした鉄で、炭素の少ない、強靭な鉄を作る方法」の研究がされてきた。

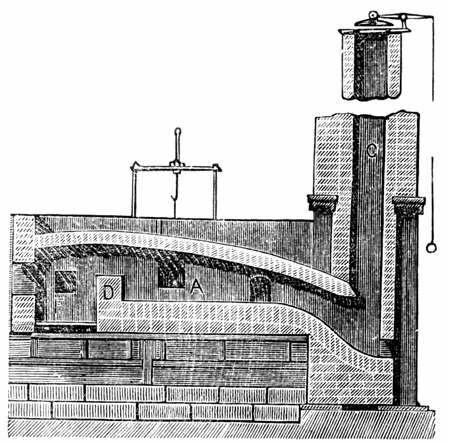
パドル炉

18世紀になるとイギリスのシェフィールドで、坩堝で鋼鉄を生産する鋳鋼の技術が発明されるが、工具や時計のゼンマイなど小さな物を作れるだけで、鉄橋や大砲など大きなものを作ることはできなかった。1840年頃、炭素を除く操作を大規模に行うのに適した、石炭を用いた反射炉が発明された。これは高温の燃焼ガスを煉瓦の天井に当てて、その輻射熱と燃焼ガス中に含まれる酸素で炭素を燃焼して除去する方式であった。炭素が抜けると、鉄の融点は上昇し粘度が高くなる。銑鉄の融点は1200℃であるが炭素をほとんど含まない鉄は融点が1500℃以上に達する。反射炉の側面から鉄の棒を差し込み、内部を丹念にかき回して最終的にその鉄の棒に絡みついた鉄を取り出したものが錬鉄 (wrought iron) である。この方法をパドル法 (Puddling process) と呼ぶ。あたかも船を漕ぐパドルを動かすような方法であるからである。初期の錬鉄はスラグ成分を含む純度の低いものだったが、反射炉の構造と規模が改良されて、純度の高い製品が得られるようになった。
加工が容易な錬鉄は、鋼鉄の大量生産方法の発明以前の過去においては広く用いられた。炉から一回に取り出す錬鉄の塊は人力で扱える程度の大きさだが、赤熱しているうちに大きな塊にまとめ、これを蒸気動力のローラーで圧延して軍艦の部材や鉄橋・ビルの鉄骨、鉄道レールなどが作られた。1889年完成のパリのエッフェル塔は、錬鉄の代表的な建築物である。
1855年、ヘンリー・ベッセマー (Henry Bessemer) が「底吹き転炉」を使ったベッセマー法を開発し、鋼鉄の本格的な大量生産技術が確立した。人力で炉をかきまわす錬鉄は非能率なうえ、鋼鉄より強靭さで劣っていたため、製鉄史における錬鉄の時代は終わりを迎えた。
錬鉄は21世紀現在、直接製鉄法における製鋼での中間素材となっている。